# Ramsholmen
Ne doit pas être confondu avec Ramsholmen (Bjørnafjorden).
Ramsholmen est une île norvégienne du comté de Hordaland appartenant administrativement à Bømlo.

## Description
Rocheuse et couvertes d'arbres, elle s'étend sur environ 384 m de longueur pour une largeur approximative de 233 m.